# Мараттиевые
Мара́ттиевые (лат. Marattiaceae) —  семейство высших растений отдела папоротниковидные, единственное современное в порядке Мараттиевые (Marattiales) монотипного класса Мараттиевые (Marattiopsida). Эта древняя группа папоротниковидных, представляющая собой боковую ветвь эволюции, возникла в нижнем карбоне и была широко представлена на всех континентах в карбоне и перми, однако сейчас она переживает угасание.

## Ботаническое описание

### Общий вид

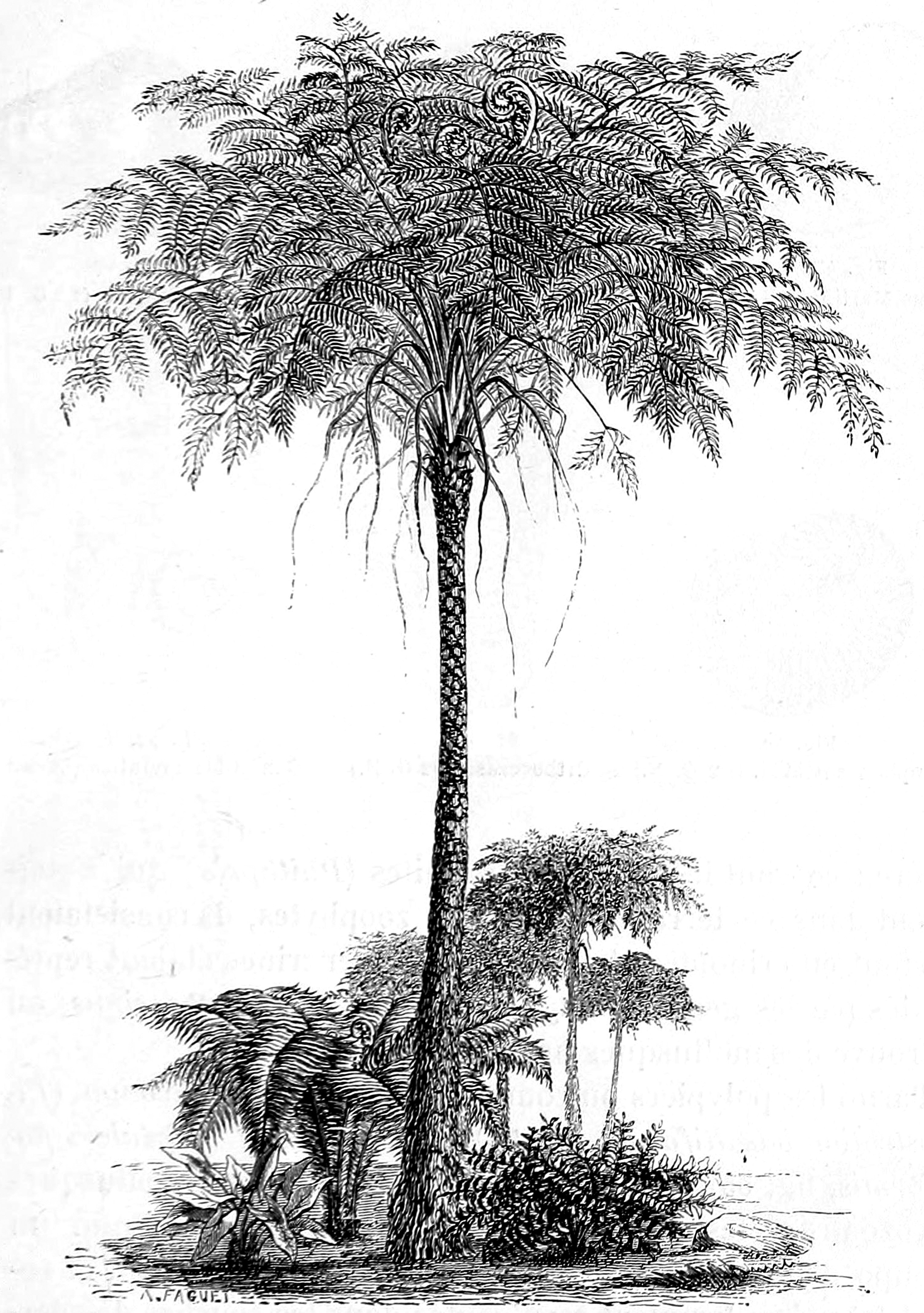
Реконструкция внешнего вида Psaronius

Современные представители мараттиевых имеют плагиотропные побеги или ортотропные побеги с клубневидными стеблями, наполовину погружёнными в почву. Ископаемые формы мараттиевых по внешнему виду и анатомии мало отличались от современных представителей. Палеозойские и мезозойские виды были представлены как травянистыми, так и древовидными формами. В верхнем карбоне и перми был широко распространён Psaronius, имевший ствол высотой 10 м и диаметром 1 м, на вершине которого располагалась крона из 4—5 перисторассечённых листьев длиной 2—2,5 м. Стебель был окружён листо-корневым чехлом.

### Корневая система
Корневая система мараттиевых представлена узловатыми придаточными корнями. У древних форм они образовывали «мантию» вокруг ствола, а в промежутки между корнями нарастала псевдопаренхима, представленная тяжами сильно вытянутых клеток. На периферии «мантии» корни располагались свободно. От других современных папоротниковидных мараттиевые отличаются наличием нескольких инициальных клеток в апексе корня. Кроме того, радиальный проводящий пучок корня содержит полиархную ксилему. Корневые волоски имеют многоклеточное строение.

### Побеги и листья

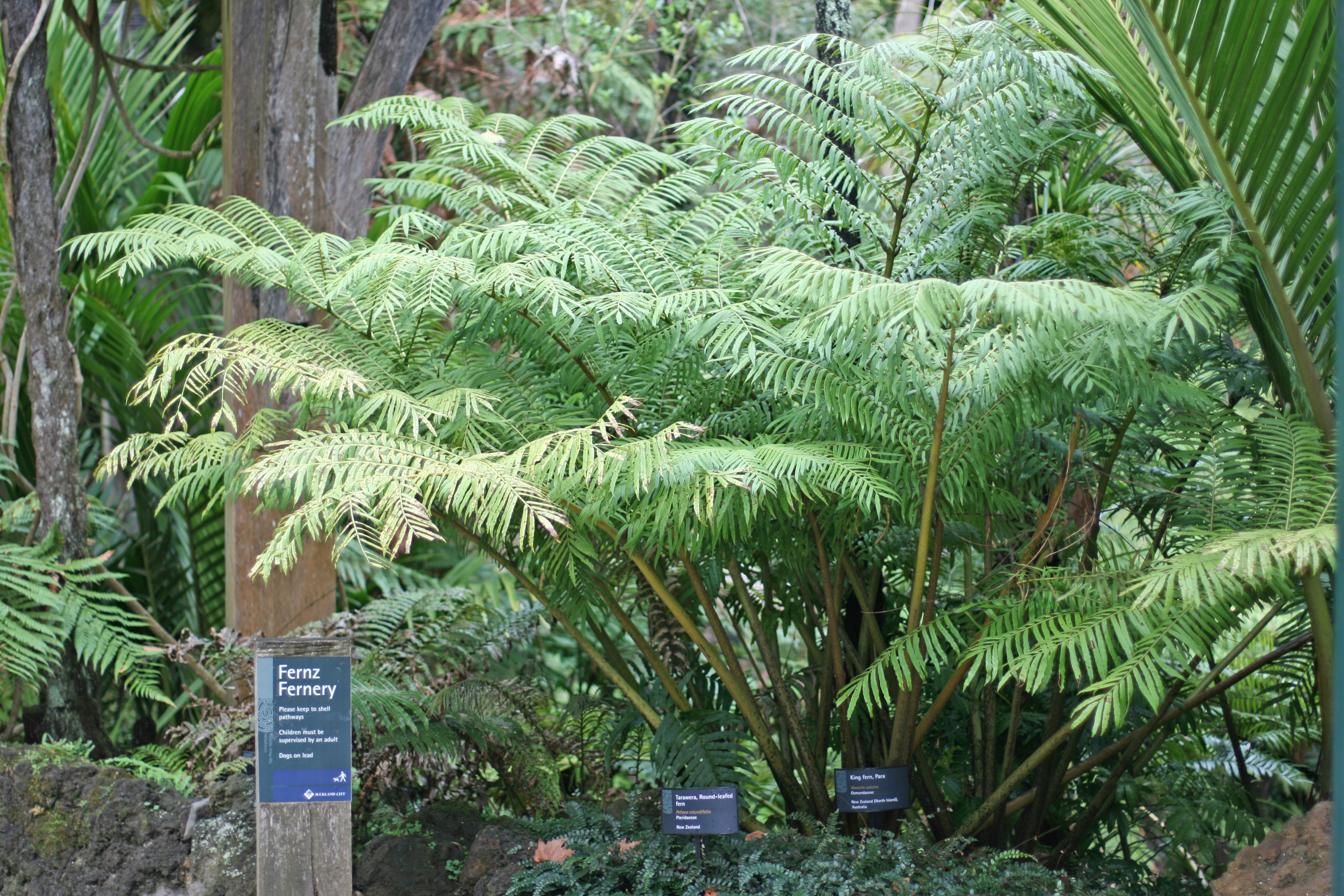
Ptisana salicina

В апексе побега, как и в апексе корня, имеется несколько инициалей. Стела стебля — амфифлойная сифоностела с крупными лакунами, однако типичная для папоротниковидных диктиостела не образуется. У современных видов стела моно-тетрациклическая, в то время как у некоторых ископаемых форм она была полициклической (до 12-циклической). Протоксилема закладывается мезархно, представлена кольчатыми и спиральными трахеидами, а метаксилема — лестничными трахеидами.
Вайи располагаются в два ряда на плагиотропных побегах или ортотропных стволах некоторых видов Psanorius, на ортотропных побегах остальных видов — спирально. У немногих ископаемых и современных видов вайи простые, однако они могут быть четыреждыперистыми и пальчатыми. Вайи достигают 6 м длины, молодые вайи скручены улиткообразно. У некоторых видов основания рахисов 2-го и 3-го порядков заполнены паренхимой, изменения тургора клеток которой позволяет быстро менять ориентацию перьев вайи в соответствии с освещённостью. Жилкование листовых пластинок перисто-дихотомическое или сетчатое. По бокам от основания черешка находятся парные афлебии. Они сохраняются долгое время после отмирания вайи, а у некоторых видов на них образуются придаточные почки вегетативного размножения. Во всех вегетативных органах у мараттиевых имеются лизигенные слизевые ходы.

## Органы бесполого размножения
Мараттиевые относятся к числу эуспорангиатных папоротников. Спорофиллы мараттиевых обычно схожи с трофофиллами. На их нижней стороне располагаются сорусы или синангии эуспорангиев. Их развитие уникально, так как начинается с периклинальных делений большой группы эпидермальных клеток. Потом внутри образовавшейся «подушки» дифференцируется археспорий. Из-за этого стенка спорангия толстая, многослойная, даже с устьицами. Тапетум, выстилающий спорангий, образуется не из периферийных клеток археспория, а из внутреннего слоя клеток стенки. Хотя индузия нет, нередко сорусы и спорангии окружены трихомами. Отдельный спорангий имеет эллипсовидную форму и содержит 1000—7000 спор. Как правило, спорангии вскрываются индивидуально. На ископаемых спорофиллах часто можно проследить объединение спорангиев в синангии различной формы. Спорангии были как однослойные, так и двуслойные и многослойные. Хотя все современные мараттиевые — равноспоровые растения, у некоторых ископаемых видов намечалась разноспоровость.

## Гаметофиты
Гаметофиты мараттиевых обоеполые, многолетние, представляют собой пластинки до 3 см длиной, образованные несколькими слоями паренхимных клеток, внешне напоминают таллом печёночных мхов. Хромосомный набор n = 40 (39). Они развиваются из споры, минуя стадию нити. Антеридии развиваются на обеих сторонах гаметофита. В отличие от других папоротниковидных сперматогенная ткань имеет обкладку и изнутри, и с боков (обкладка с боков образована тканью гаметофита). Сперматозоиды несут более 50 жгутиков. Архегонии развиваются на нижней стороне гаметофита и по строению сходны с архегониями других папоротников.

## Развитие
Когда яйцеклетка в архегонии оплодотворяется сперматозоидом, клетки гаметофита вокруг архегония начинают пролиферировать, и зигота погружается вглубь ткани гаметофита. При первом делении зиготы образуется подвесок и клетка, которая даёт начало шаровидному проэмбрио. Развивающийся зародыш спорофита прободает гаметофит насквозь, его корни прорастают в субстрат, а лист и апекс побега направлены вверх (ещё одна уникальная черта мараттиевых).

## Распространение  и значение
Современные мараттиевые обитают в подлеске дождевых тропических лесов и не имеют экономического значения. Некоторые виды, в основном из рода Angiopteris, выращивают в оранжереях.

## Классификация
Традиционно в семейства выделяют 4 рода, содержащие около 200 видов:
- Angiopteris
- Christensenia;
- Danaea;
- Marattia.

Впрочем, исследование 2008 года показало, что таксон Marattia является парафилетическим, и из него выделили два других рода: Eupodium и Ptisana.
По информации базы данных The Plant List (на июль 2016) семейство включает 9 родов и 148 видов:
- Angiopteris, включает 75 видов
- Archangiopteris, включает 7 видов
- Christensenia, включает 2 вида
- Danaea, включает 30 видов
- Discostegia, включает 1 вид (ещё 2 вида имеют неопределённый статус)
- Eupodium, включает 3 вида
- Heterodanaea, монотипный род, представитель — Heterodanaea stenophylla (Kunze) C. Presl
- Marattia, включает 9 видов
- Ptisana, включает 20 видов